# 新疆体育职业技术学院
43°45′20″N 87°38′46″E / 43.75545°N 87.64623°E

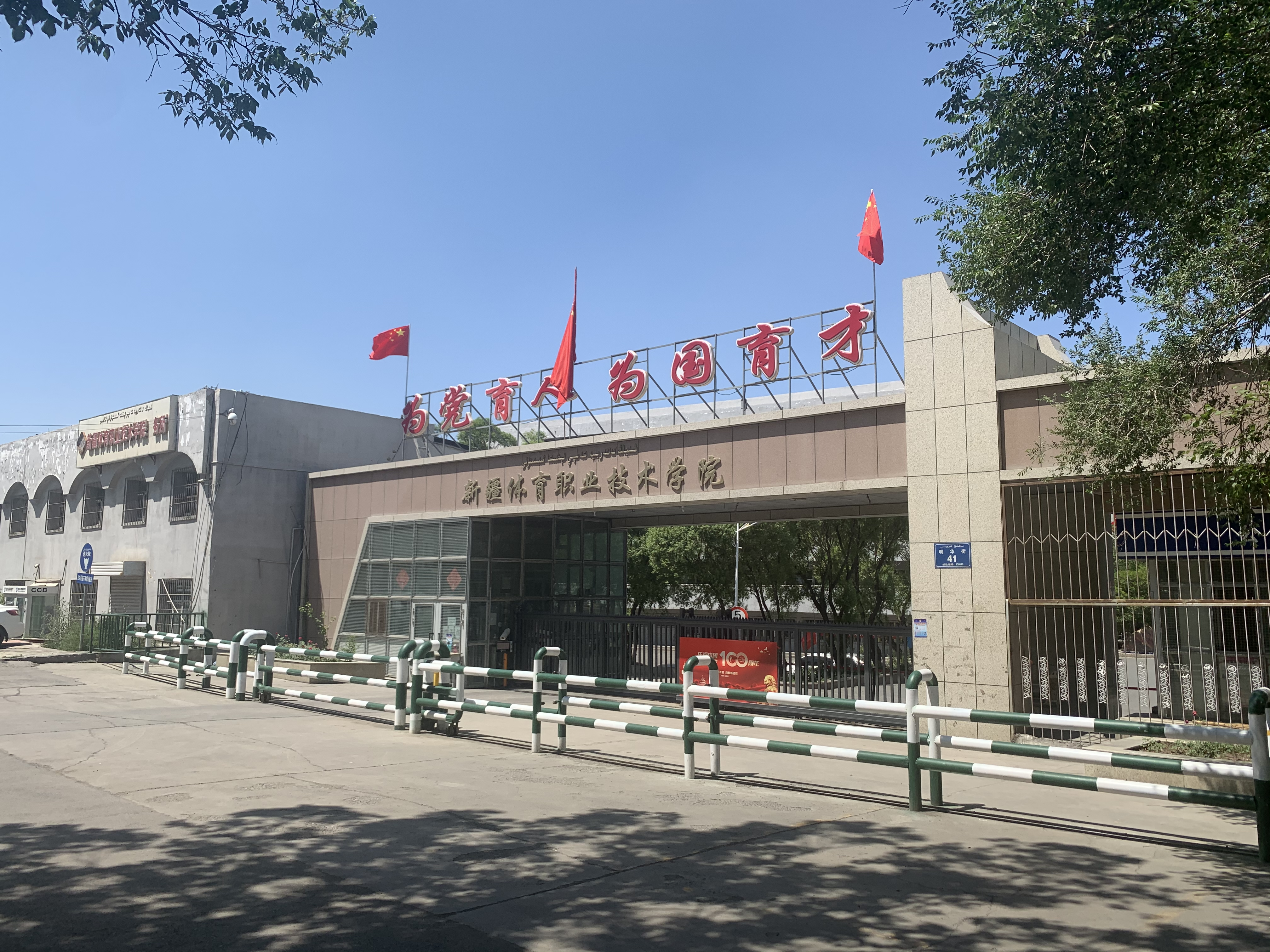
新疆体育职业技术学院

新疆体育职业技术学院是位于中国新疆维吾尔自治区乌鲁木齐市的一所普通大专院校。它建立于2012年。

## 教学
学院开设5个专业：运动训练、竞技体育、社会体育、体育服务与管理、体育保健。筹建2个专业：民族传统体育、运动休闲服务与管理。有5个省级实训基地，校内有6个国家级后备人才培训基地。

## 科研
- 课题《体育职业院校学分制的构建与实施》于2010年1月获得由“中国教师发展基金会”颁发的课题成果二等奖；学校获得“国家教师科研专项基金科研先进单位 ” 。
- 课题《新疆体育职业院校学生心理健康现状及对策研究》于2010年12月获得中国职教学会德育工作委员会颁发的课题成果三等奖。
- 课题《新疆体育职业院校学生文化课学习现状与对策研究》于2011年3月获得新疆职业教育学会颁发的课题成果优秀A级奖。[1]